# Perturbator
Perturbator – francuski projekt muzyki dark synth pop i zarazem pseudonim artystyczny jego autora Jamesa Kenta, powstały w 2012 roku w Paryżu.

## Historia
James Kent zainteresowanie muzyką przejawiał od najmłodszych lat, decydujący na to wpływ mieli rodzice, którzy obecnie są dziennikarzami i krytykami muzycznymi, a w latach młodości tworzyli zespół grający trance i techno, co powodowało, że od najmłodszych lat otoczony był w domu syntezatorami, pierwsze próby odbywał jako kilkulatek na ogromnym Korgu.
Pierwsze doświadczenia w samodzielnej karierze muzycznej Kent zdobywał w charakterze gitarzysty, grając w kilku lokalnych black metalowych zespołach, grających głównie na żywo w rozmaitych podejrzanych barach. Widząc brak perspektyw tej działalności od 2012 roku rozpoczął nagrywanie muzyki elektronicznej inspirowanej kulturą cyberpunk oraz filmami takimi jak Akira, Ghost in the Shell czy Uciekinier. W marcu 2012 ukazała się debiutancka EPka zatytułowana Night Driving Avenger, dobrze przyjęta przez słuchaczy co utwierdziło go w wybranym kierunku muzycznym i skłoniło do kontynuowania nagrań. Od tego czasu na rynku ukazały się cztery pełnowymiarowe albumy Perturbatora, artysta rozpoczął też koncerty na żywo.
Najnowsza, czwarta płyta zatytułowana The Uncanny Valley ukazała się 6 maja 2016 roku pod flagą Blood Music. Wydawnictwo ukazało się w kilku formatach obejmujących digibook CD, winyl, a nawet kasetę magnetofonową. Niektóre wersje albumu zawierają także bonusową EP, sam Kent pisze o niej „Pierwsze trzy utwory uzupełniają wątki zawarte wewnątrz „The Uncanny Valley”, natomiast końcowy utwór – „VERS/us” – to demo z czasów tworzenia „The Uncanny Valley”, które pasuje nastrojem i atmosferą do albumu, ale nie dość doskonałe by zawrzeć go w głównej treści”. Album zebrał bardzo dobre opinie a magazyny takie jak MetalSucks czy Bloody Disgusting pozytywnie go zrecenzowały. Bloody Disgusting ocenił album 5/5 i napisał, że The Uncanny Valley „z pewnością zadowoli nie tylko fanów gatunku, ale i pozyska mu nowych”.
Prócz wydawanych płyt, James Kent tworzy też oprawę muzyczną do gier. Jego ścieżki wykorzystywane są przez takie tytuły jak wydana w 2012 Hotline Miami czy jej sequel, wydana w 2015 roku Hotline Miami 2: Wrong Number. Właśnie sukces gier Hotline Miami oraz wydanej w związku z nimi jako podziękowanie dla developerów gry EP Sexualizer, wraz z pochodzącym z niego utworem Miami Disco, spowodował wzrost zainteresowania artystą oraz liczbę słuchaczy. W 2013 roku Kent wziął także udział w tworzeniu soundtracku do filmu Gość w reżyserii Adama Wingarda.
Prócz Perturbatora James Kent tworzy także w swym pobocznym, ambientowym projekcie L'Enfant De La Forêt.
Perturbator gościł w Polsce po raz pierwszy 18 marca 2016 w krakowskim klubie Rotunda Centrum Kultury i 19 marca 2016 roku w warszawskim klubie Hydrozagadka, na którą to imprezę wszystkie bilety zostały wyprzedane. Najnowsze, odbywające się w 2017 roku, obejmujące całą praktycznie Europę, tournée również zawiera występ artysty, zaplanowany na 11 kwietnia 2017 roku w warszawskiej Progresji. 2 sierpnia 2019 roku Perturbator zaprezentował się jako główna gwiazda drugiego dnia na festiwalu Pol'and'Rock w Konstrzynie nad Odrą, a kilka miesięcy później, 24 październieka zagrał ponownie w warszawskiej Progresji.

## Styl muzyczny
Styl muzyczny Perturbatora to mroczny synth-pop i synthwave. Utwory, mimo iż rytmiczne, utrzymane są w ponurym klimacie. Do tworzenia muzyki artysta używa rozmaitych softwarowych syntezatorów, takich jak emulatory starych zabytkowych już syntezatorów OB-X czy CS-80. Sam James Kent mówi, że najważniejszą dla niego inspiracją jest elektro lat osiemdziesiątych, jednak wspomina też o czerpaniu pomysłów od artystów absolutnie nie powiązanych z jego gatunkiem, takich jak Miles Davis, Christian Scott, Pat Metheny, Mr. Bungle, a nawet Cult Of Luna.

## Dyskografia

### Albumy
- TERROR 404 (maj 2012, Self Released)
- I Am the Night (grudzień 2012, Self Released)
- Dangerous Days (czerwiec 2014, Blood Music / Telefuture Records)
- The Uncanny Valley (maj 2016, Blood Music)
- New Model (wrzesień 2017, Blood Music / Music of the Void)
- B-Sides and Remixes (listopad 2018, Blood Music)
- Lustful Sacraments (maj 2021, Blood Music)

### EP’ki
- Night Driving Avenger (marzec 2012, Self Released)
- Nocturne City (sierpień 2012, Aphasia Records)
- The 80s Slasher (październik 2012, wspólnie z Protector 101, Aphasia Records)
- Split (marzec 2013, Revolving Door Records) – split Perturbator i Protector 101
- Sexualizer (czerwiec 2013, Aphasia Records)
- The Uncanny Valley – Bonus (maj 2016, Blood Music)

### Single
- She Moves Like a Knife (styczeń 2014)
- She is Young, She is Beautiful, She is Next (marzec 2015)
- Assault (kwiecień 2015)
- Tactical Precision Disarray (grudzień 2016)